# In den Wohnungen des Todes
In den Wohnungen des Todes ist ein erstmalig 1947 im Aufbau Verlag erschienener Gedichtband von Nelly Sachs mit Illustrationen von Rudi Stern. Es handelt sich um den ersten Gedichtband der Nobelpreisträgerin. Das Buch gilt als eine der ersten Auseinandersetzungen mit dem Holocaust in Form von Dichtung. Es wurde in mehrere Sprachen übersetzt, unter anderem ins Englische, Französische und Spanische.

## Inhalt und Aufbau
Das Buch besteht aus vier Gedichtzyklen, die sich alle mit dem Schicksal der im Holocaust ermordeten oder durch den Holocaust vertriebenen Juden beschäftigen. Sie tragen die Titel „Dein Leib im Rauch durch die Luft“, „Gebete für den toten Bräutigam“, „Grabschriften in die Luft geschrieben“ und „Chöre nach der Mitternacht“. Die einzelnen Gedichte sind formal sehr unterschiedlich. Nelly Sachs arbeitet teilweise mit Reimen und Strophen, aber auch mit freien Formen. Es gibt Gedichte mit Einzeltiteln, aber auch titellose Texte. Viele Gedichte arbeiten mit Wiederholungen und Ausrufen. Was alle Gedichte verbindet, ist ihre bildreiche Sprache und die klare Benennung von Emotionen, sowohl in den Bereichen Trauer und Sehnsucht, aber auch rund um die Liebe.

## Entstehungs- und Veröffentlichungsgeschichte
Die Gedichte, die in dem Band versammelt sind, entstanden in den Jahren 1943 bis 1946 in Stockholm unter dem Eindruck der Nachrichten über die Konzentrationslager in Deutschland. Nelly Sachs widmete das Buch entsprechend auch ihren „toten Brüdern und Schwestern“. Sie gab dem Buch ursprünglich den Titel „Dein Leib im Rauch durch die Luft“. Johannes R. Becher setzte sich dafür ein, den Band in Ost-Berlin im Aufbau Verlag zu veröffentlichen. Dort erschien das Buch 1947 in einer Auflage von 20.000 Exemplaren. In Westdeutschland erschien die Gedichtsammlung erstmals 1957. Der Suhrkamp Verlag veröffentlichte die Gedichte aus In den Wohnungen des Todes zusammen mit den Texten aus dem erstmals 1949 in Amsterdam erschienenen Band Sternverdunklung 1964 unter dem Titel Das Leiden Israels.